# Disa bracteata
Espèce
Statut CITES
Disa bracteata est une espèce de la famille des Orchidaceae. Elle est également connue sous le nom de bract disa, orchidée poireau d'Afrique du Sud.

## Description

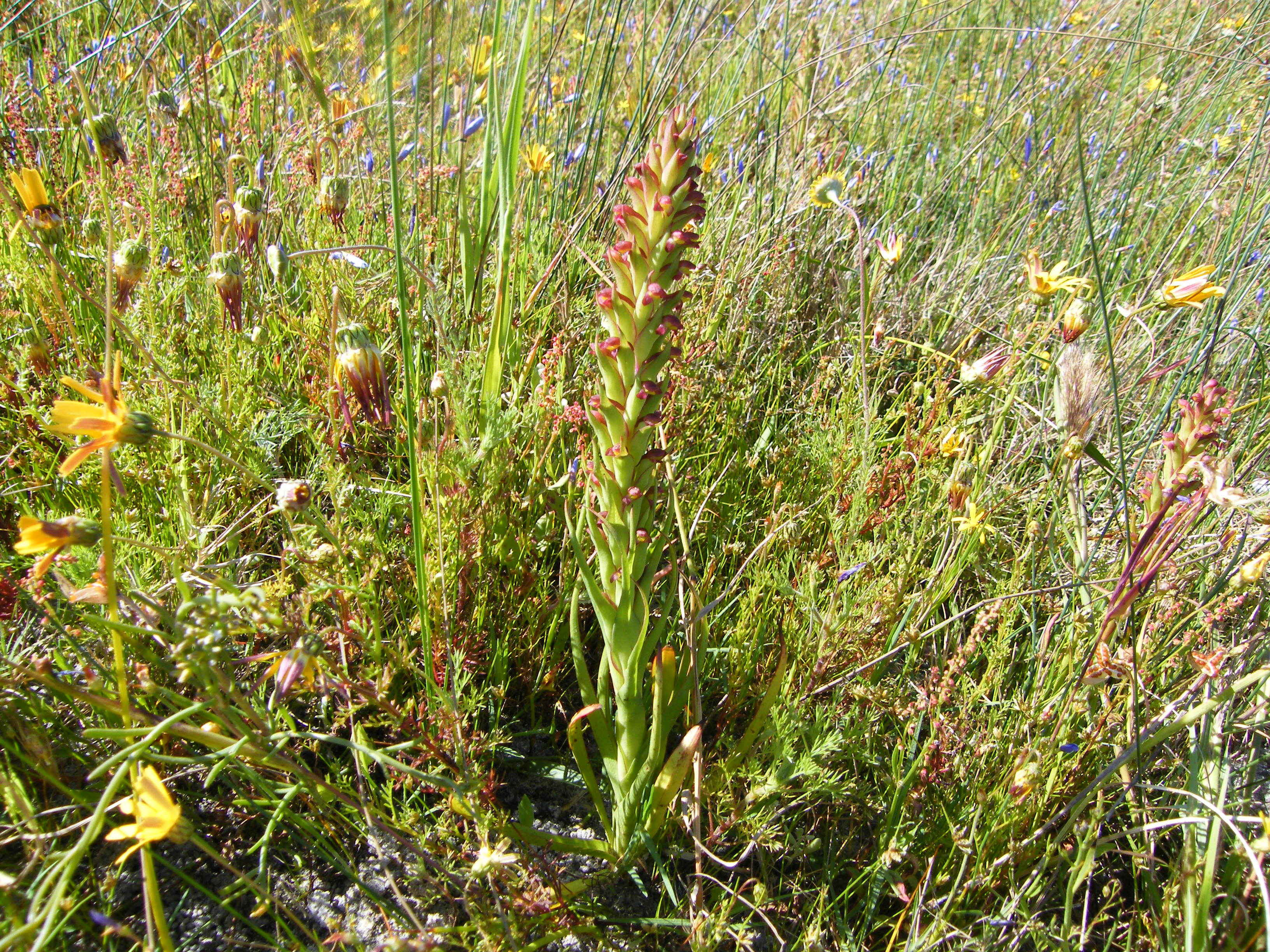
Plante entière dans son environnement naturel

Ce géophyte tubéreux atteint généralement 30 cm de haut, bien qu’il existe des enregistrements de spécimens plus grands. Les feuilles linéaires-lancéolées mesurent 4-12 cm de long They have a rounded base and sharply pointed tips.
Disa bracteata fleurit entre septembre et novembre. Ils forment une inflorescence cylindrique, composée de nombreuses fleurs, qui mesure 2-12 cm de long. Les bractées sont légèrement plus longues que les fleurs elles-mêmes. Les fleurs sont bicolores avec des parties inférieures jaune verdâtre et des parties supérieures marron en forme de casque. Les sépales en forme de casque mesurent 2,5-4,5 mm de long. L’éperon triangulaire peu profond mesure 3-4,5 mm de long. La lèvre pendante a une forme oblongue à oblancéolée. L’anthère est également pendante et possède une grande encoche dans le rostellum.

## Distribution and habitat
Cette espèce est endémique en Afrique du Sud, où on le trouve dans le Cap-Occidental et le Cap-Oriental. On le trouve du niveau de la mer à une altitude de 2 000 m (6 561,6798 pi) dans les Fynbos, Renosterveld et Albany Thicket habitats. Il se porte particulièrement bien dans les habitats perturbés, comme les bords de route, où il est plus commun et se trouve en plus fortes densités que dans les sites non perturbés.
Disa bracteata est invasive en Australie It is one of the few orchid species which has become naturalized in Australia. Il a été observé pour la première fois en Australie-Occidentale en 1944, en Australie-Méridionale en 1988, et en Victoria en 1994. Il y a aussi un seul enregistrement en Tasmanie Sur les sites où D. bracteata a envahi, on a trouvé jusqu’à 80 individus par mètre carré dans la région. La similitude des conditions environnementales en Australie et en Afrique du Sud a permis à D. bracteata, ainsi qu’à de nombreuses autres espèces indigènes d’Afrique du Sud, de devenir naturelles dans différentes régions de l'Afrique du Sud.

## Écologie
C'est une espèce reconnue comme autogame et autofertile,.

## Conservation
Cette espèce est considérée comme étant de préoccupation mineure par l’Institut national sud-africain de la biodiversité (SANBI).
Une collection de Disa a été labellisée par le CCVS en Bretagne.

## Systématique
Le nom correct complet (avec auteur) de ce taxon est Disa bracteata Sw..
Disa bracteata a pour synonymes :
- Disa micrantha (Lindl.) Bolus
- Disa praetermissa Schltr.
- Monadenia australiensis Rupp
- Monadenia bracteata (Sw.) T.Durand & Schinz
- Monadenia micrantha Lindl.
- Monadenia praetermissa Schltr.